# Gastropila fumosa
Gastropila fumosa là một loài nấm thuộc họ Agaricaceae. Loài được mô tả loài đầu tiên có tên là Calvatia fumosa bởi nhà thần học người Mỹ Sanford Myron Zeller năm 1947, sau đó chuyển qua tên là Gastropila năm 1976. Một số tác giả đặt nó thay thế trong chi Handkea, mô tả bởi Hanns Kreisel năm 1989.

## Miêu tả
Quả thể từ quả cầu bằng to quả bóng golf đến kích thước kích thước bóng chày, vòng hình bầu dục, rộng 3-8 cm, dày, lúc đầu, mịn màng và trắng, sớm trở thành màu xám đến nâu. Bào tử chắc chắn và đầu tiên có màu trắng, sau đó màu nâu vàng hoặc ô liu, và sau đó tối và bột. Loài này có mùi khó chịu. Không rõ loài nấm này ăn được hay không.

## Phân bố và môi trường sống
Loài này sống đơn độc, theo nhóm, hoặc trong các cụm nhỏ trên đất trong rừng vân sam, cây linh sam trong Rocky Mountains và về phía tây trong mùa hè và mùa thu.